# Stefan Singer
Stefan Singer (Strau, Kappel an der Drau (Sl.: Struga, Kapla ob Dravi), 22 december 1871 - Fölling bij Graz, 24 februari 1945) was een Sloveens rooms-katholiek priester, verzetsman en voorman van de Sloveense nationale beweging in Karinthië. Hij overleed na terugkomst uit het concentratiekamp Dachau aan de daar opgelopen verwondingen.
Singer bezocht tussen 1884 en 1893 het gymnasium in Ferlach en daarna het priesterseminarie. In 1897 werd hij gewijd waarna hij werkzaam was als kapelaan in Eisenkappel (Železna kapla). In 1899 werd Stefan Singer benoemd tot pastoor van Augsdorf bij Velden (Logaves pri Vrbi) en in de aangrenzende parochie Schiefling (Škofiče). 
Singer was prominent lid van de "Katholisch-politischer und wirtschaftlicher Verein der Slowenen in Kärnten", die zowel als Sloveense kiesvereniging als promotor van economische zelfstandigheid fungeerde. Doorzetting van Sloveens als taal in bestuur en onderwijs en de oprichting van coöperatieve banken telden tot de activiteiten. Singer werd vanwege zijn leidende rol voortdurend tegengewerkt door de overheid, dermate zelfs dat zijn "kwestie" in het parlement te Wenen herhaaldelijk werd besproken op aanvraag van Singers partijgenoot en parlementslid Anton Korošec. In 1918 werd een politieke aanslag op Singer gepleegd, die hij evenwel overleefde.
Ondersteund door de voorzitter van de kiesvereniging Janko Brejc, de latere premier van Slovenië, startte Singer na het uiteenvallen van de dubbelmonarchie zijn agitatie voor aansluiting van Karinthië bij de Staat van Slovenen, Kroaten en Serven en tijdens het plebisciet voor aansluiting bij de inmiddels tot stand gekomen SHS-staat. Singer was in 1918 medeoprichter van de Karinthische nationale raad, die zich beschouwde als onderdeel van de nationale raad in Ljubljana. Deze raden werden tijdens het uiteenvallen van de monarchie vrijwel overal gevormd, deels op ideologische grondslag (zoals de socialistische raden in Hongarije), maar grotendeels op nationale grondslag (bijvoorbeeld de Duitsnationale raden in Bohemen en Duits-Oostenrijk, de Sloveensnationale raden in Krain en Karinthië).